# 559
Cette page concerne l'année 559  du calendrier julien. Pour l'année 559 av. J.-C., voir 559 av. J.-C. Pour le nombre 559, voir 559 (nombre).
L'année 559 est une année commune qui commence un mercredi.

## Événements
- Mars : le khan koutrigour (proto-Bulgares) Zabergan divise ses troupes en trois groupes qui atteignent les Thermopyles, la Chersonèse de Thrace et les murs de Constantinople[1].
- Automne : Bélisaire repousse les Koutrigours qui menaçaient Constantinople, et reprend ainsi du service après une disgrâce de 10 ans[1].
- Conversion des Suèves de l’arianisme au catholicisme[2].
- Peste en Istrie et à Ravenne[3].